# 商業名稱
商業名稱（trade name, trading name, or business name），又稱為商號、交易名稱、營業名稱、營商名稱、商用名稱等，是企業在從事商業活動時所使用的名稱，功能類似於品牌。可指企業名、商品名或商標名等依營業用途而定。不過，商業名稱可能與企業本身所註冊的法人名稱有所出入，因而不會出現在寄發公文、簽訂合約等正式場合。